# Ángel Liberal Lucini
Ángel Liberal Lucini (Barcelona, 19 de septiembre de 1921-Madrid, 2 de octubre de 2006) fue un militar español, almirante general (H) de la Armada, que ocupó el cargo de subsecretario de Defensa con el gobierno de Adolfo Suárez y el ministerio de Manuel Gutiérrez Mellado, fue el primer jefe de Estado Mayor de la Defensa (JEMAD) nombrado por el primer gobierno de Felipe González.

## Biografía
Nacido en Barcelona, su padre, Ángel Liberal Travieso, era comandante de Infantería, ayudante del general Nicolás Molero Lobo en Valladolid al tiempo de la sublevación militar que dio inicio a la Guerra Civil en 1936. Falleció el 20 de julio por la mañana como consecuencia de los disparos que se sucedieron cuando, en la tarde noche del 18 de julio, el general Saliquet se presentó en la sede de Capitanía y trató de convencer a Molero para que se sumase al Alzamiento. Molero pidió tiempo para consultas y salieron ambos de su despacho a la galería, en donde se encontraban sus acompañantes. En la confusión del momento se produjo un tiroteo. Liberal se hallaba en el contiguo despacho de ayudantes atendiendo una llamada telefónica y le alcanzó una bala no dirigida contra él, procedente del tiroteo en la galería, que atravesó la puerta de su despacho. Se practicaron las oportunas diligencias y con cierta prontitud se otorgó a la viuda de Liberal la pensión correspondiente por el Gobierno Nacional.
Meses antes de morir su padre, ya le había hablado de su deseo de incorporarse a la Escuela Naval, que él achacaba a su fascinación por los buques que juntos veían atracados en el puerto de Barcelona durante su infancia. En 1938 ingresó en la Escuela Naval Militar, en San Fernando (Cádiz), con Plaza de Gracia como huérfano de muerto en acto de servicio. Salió como alférez de navío en 1942. En 1945 tuvo su primer mando de buque, la lancha torpedera LT 25, a los que seguirían el guardacostas “Arcila” (1949-50), el minador “Eolo” (1957-58), el destructor “Alcalá Galiano” (1962-64) y el transporte de ataque “Aragón” (1969-70). Ascendió a contralmirante en 1974 y en este empleo fue Jefe del Mando de Escoltas (1976-77). Ascendió a almirante en 1982. En 1999 ascendió a almirante general con carácter honorífico. Era diplomado en Guerra Naval, fue Jefe de Estudios e Instrucción de la Escuela Naval Militar (1961) y capitán general de la Zona Marítima del Mediterráneo (1983-84).
Ocupó diversos puestos de responsabilidad en la administración de la defensa: agregado naval en la Embajada de España en Estados Unidos, jefe de gabinete del ministro de Marina, Pedro Nieto Antúnez, secretario general de Marina y para Asuntos Económicos de Defensa. Manuel Gutiérrez Mellado lo propuso en 1977 como subsecretario de Política de la Defensa en el gabinete Suárez. Durante el golpe de Estado del 23-F en 1981, formó parte del llamado gobierno de Subsecretarios, formado por el rey Juan Carlos I con Francisco Laína al frente mientras el gabinete se encontraba secuestrado en el Congreso. Gutiérrez Mellado destacó en él su compromiso con la legalidad durante el golpe de Estado y su destacada aportación en la preparación de los acuerdos con Estados Unidos.
Durante el primer gobierno de Felipe González y la culminación del nuevo esquema del Ministerio de Defensa, fue el primer jefe de Estado Mayor de la Defensa (JEMAD) (1984), cargo en el que permaneció hasta 1986, cuando le sustituyó el teniente general Gonzalo Puigcerver Romá. En 1984 presidió, con carácter honorífico, el Comité Militar de la OTAN.
Considerado un militar de carácter serio, enérgico y exigente, era un convencido de la necesidad de la incorporación de España a la OTAN. En su momento dijo que las Fuerzas Armadas tenían encomendadas «misiones de paz, más que de guerra», y fue crítico con la profesionalización del ejército. En 1986, después de cesar como JEMAD, pasó a la reserva activa. En 1987 fue nombrado consejero electivo del Consejo de Estado permaneciendo en él hasta el año 2000.
Falleció en Madrid, el 2 de octubre de 2006, a la edad de 85 años.
| Predecesor: Cargo de nueva creación Álvaro de Lacalle Leloup (Jefe de la Junta de Jefes de Estado Mayor) | Jefe de Estado Mayor de la Defensa 11 de enero de 1984-31 de octubre de 1986 | Sucesor: Gonzalo Puigcerver Romá |